# Jakob Lindberg
Pour les articles homonymes, voir Lindberg.
Jakob Lindberg (né à Djursholm le 16 octobre 1952) est un luthiste suédois, connu notamment pour son enregistrement de l'intégrale de la musique pour luth seul de John Dowland ainsi que de la musique de la Renaissance alors inédite.

## Discographie
| n° BIS      | Titre                                                                  | Artistes collaborant au projet                                                                | Date de sortie          | Autres labels                                      |
| ----------- | ---------------------------------------------------------------------- | --------------------------------------------------------------------------------------------- | ----------------------- | -------------------------------------------------- |
| BIS 201     | Lute Music from Scotland and France                                    |                                                                                               | 1982/3                  |                                                    |
| BIS 211     | Virtuoso Lute Music from Italy and England                             |                                                                                               | 1982                    |                                                    |
| BIS 257     | Faire, Sweet & Cruell                                                  | Christina Högman au chant                                                                     | 1983                    |                                                    |
| BIS 266     | Italian and English Music for Recorder and Lute                        | Clas Pehrsson à la flûte à bec                                                                | 1984                    |                                                    |
| BIS 267     | English Lute Duets                                                     | Paul O'Dette                                                                                  | 1984                    |                                                    |
| BIS 290     | Antonio Vivaldi: The Complete Works for the Italian Lute of his Period | membres du Drottningholm Baroque Ensemble                                                     | 1985                    |                                                    |
| BIS 293     | Songs for the Guitar                                                   | Christina Högman au chant                                                                     | 1985                    |                                                    |
| BIS 315     | Lachrimae                                                              | Dowland Consort                                                                               | 1985                    |                                                    |
| BIS 327     | Baroque Music for Lute and Guitar                                      |                                                                                               | 1986                    |                                                    |
| BIS 341     | Three, Four and Twenty Lutes                                           | dix-neuf autres lutistes                                                                      | 1985                    |                                                    |
| BIS 360     | Joseph Haydn: Complete Works for Lute and Strings                      | membres du Drottningholm Baroque Ensemble                                                     | 1987                    |                                                    |
| BIS 390     | Music from the time of Christian IV                                    | Dowland Consort et Royal Danish Brass                                                         | 1987                    |                                                    |
| BIS 391     | Music from the time of Christian IV                                    | Rogers Covey-Crump au chant                                                                   | 1987                    |                                                    |
| BIS 399     | Serenissima I Lute Music in Venice 1500-1550                           |                                                                                               | 1988                    |                                                    |
| BIS 430     | John Dowland: First Booke of Songes                                    | Rogers Covey-Crump                                                                            | 1988                    |                                                    |
| BIS 451     | Heavenly Noyse                                                         | directing the Dowland Consort                                                                 | 1989/90                 |                                                    |
| BIS 469     | Anthony Holborne                                                       | directing the Dowland Consort                                                                 | 1989/90                 |                                                    |
| BIS 587-588 | Bach's Lute Music                                                      |                                                                                               | 1992                    |                                                    |
| BIS 597-598 | Luigi Boccherini: Quintets with Guitar 1-6                             | membres du Drottningholm Baroque Ensemble                                                     | 1992                    |                                                    |
| BIS 599     | Serenissima II Lute Music in Venice 1500-1550                          |                                                                                               | 1991                    |                                                    |
| BIS 722-724 | John Dowland: The Complete Solo Lute Music                             |                                                                                               | 1994                    |                                                    |
| BIS 799     | Francesco Corbetta: Guitar Music                                       |                                                                                               | 1996                    |                                                    |
| BIS 824     | John Dowland: Selected Lute Music                                      |                                                                                               | 1994                    |                                                    |
| BIS 899     | Spanish Guitar Music                                                   |                                                                                               | 1999                    |                                                    |
| BIS 1199    | Seven Suites of Swedish Folk Tunes                                     |                                                                                               | 2000                    |                                                    |
| BIS 1415    | Cataldo Amodei                                                         | Emma Kirkby et Lars Ulrik Mortensen                                                           |                         |                                                    |
| BIS 1505    | Musique and Sweet Poetrie                                              | Emma Kirkby                                                                                   |                         |                                                    |
| BIS 1524    | Weiss: Lute Music                                                      |                                                                                               |                         |                                                    |
| BIS 1534    | Weiss: Lute Music 2                                                    |                                                                                               |                         |                                                    |
| BIS 1725    | Orpheus in England - Dowland and Purcell                               | Emma Kirkby                                                                                   |                         |                                                    |
| BIS 1899    | Italian Virtuosi of the Chitarrone                                     |                                                                                               |                         |                                                    |
| BIS 2055    | Jacobean Lute Music                                                    |                                                                                               |                         |                                                    |
|             | Dowland                                                                | Consort of Musicke                                                                            | 1977                    | DSLO533                                            |
|             | Handel's Watermusic                                                    | Academy of Ancient Music - Christopher Hogwood                                                | 1978                    | Decca Florilegium                                  |
|             | Monteverdi's Ulysses                                                   | London Philharmonic Orchestra - Raymond Leppard                                               | 1979                    | CBS Masterworks                                    |
|             | Dowland - A Miscellany                                                 | Consort of Musicke                                                                            | 1979                    | DSLO556                                            |
|             | Biagio Marini - Le Lagrime d'Erminia and Violin Sonatas                | Consort of Musicke                                                                            | 1979                    | DSLO570                                            |
|             | Dowland - Mr Henry Noell Lamentations - Psalmes & Sacred Songs         | Consort of Musicke                                                                            | 1978/1979               | DSLO551                                            |
|             | John Dowland - The Complete Solo Lute Music (one of five)              |                                                                                               | 1980                    | Decca Florilegium                                  |
|             | John Danyel - Lute Songs                                               | Consort of Musicke                                                                            | 1981                    | DSLO568                                            |
|             | William Lawes - Royal Consorts                                         | Consort of Musicke                                                                            | 1981                    | Decca Florilegium                                  |
|             | Handel: La Riserrectione                                               | Academy of Ancient Music - Christopher Hogwood                                                | 1980                    | Decca Florilegium                                  |
|             | John Blow: "Cupid and Death"                                           | Consort of Musicke                                                                            | 1983                    | Deutsche Harmonia Mundi                            |
|             | Monteverdi: Balli et Balletti                                          | English Baroque Soloists and Monteverdi Choir - J E Gardiner                                  | 1983                    | Archiv                                             |
|             | Monteverdi: Orfeo                                                      | Nigel Rogers - London Baroque                                                                 | 1984                    | EMI                                                |
|             | The Florentine Intermedi 1589                                          | Parrott, Taverner Choir, Consort and Players                                                  | 1986                    | EMI                                                |
|             | Bach: St John Passion                                                  | English Baroque Soloists, Monteverdi Choir - J E Gardiner                                     | 1986                    | Archiv                                             |
|             | Monteverdi: Orfeo                                                      | English Baroque Soloists, Monteverdi Choir - J E Gardiner                                     | 1987                    | Archiv                                             |
|             | Monteverdi: Vespers 1610                                               | English Baroque Soloists, Monteverdi Choir - J E Gardiner                                     | 1989                    | Archiv                                             |
|             | The Carol Album: Seven Centuries of Christmas Music                    | Taverner Consort, Choir and Players                                                           | 1989                    |                                                    |
|             | Monteverdi's Poppea                                                    | English Baroque Soloists, Monteverdi Choir - J E Gardiner                                     | 1993                    | Archiv                                             |
|             | Walter Porter: Madrigals and Airs                                      | Consort of Musicke                                                                            | 1993, rec. 80s          | Musica Oscura                                      |
|             | The Genteel Companion                                                  | Richard Harvey, Mark Caudle, Sarah Cunningham, Moniga Huggett, Timothy Roberts, Philip Thorby | 1986                    | ASV DCA 558 / Harmonia mundi GAU 117               |
|             | Vivaldi: Gloria; Handel: Gloria, Dixit Dominus                         | English Baroque Soloists, Monteverdi Choir - J E Gardiner                                     | novembre 1998/juin 2001 | Philips 4625972                                    |
|             | A Baroque Festival - Bach, Handel et al                                | Parrott                                                                                       | 17/10/2000              | EMI - Virgin Classics [All429] UPC: 724356130425   |
|             | Capriccio Stravagante - Vol. 2                                         |                                                                                               | 2001                    | Chandos 9511506702                                 |
|             | Gaudeamus - Early Music Sampler                                        |                                                                                               | 1996                    | Asv Living Era 1115849                             |
|             | Lamenti                                                                | Ann Sofie von Otter                                                                           | 1999                    | Deutsche Grammophon                                |
|             | Home for Christmas                                                     | Ann Sofie von Otter                                                                           | 1997                    | Deutsche Grammophon - Archiv - 457-617-2           |
|             | Mad About Angels                                                       |                                                                                               | 1995                    | Polygram Records, Deutsche Grammophon 028944911329 |
|             | Mad About Vivaldi                                                      |                                                                                               | 1993                    | Deutsche Grammophon 2894395162                     |
|             | The Pocket Purcell                                                     | Parrott, Taverner Consort                                                                     | 2000, rec. 80s          | Virgin Classics 2435451162                         |
|             | Purcell: Te Deum & Jubilate, etc                                       | Parrott, Taverner Players                                                                     | 2000, rec. 80s          | Virgin Classics 2435450612                         |
|             | Purcell: Odes for Saint Cecilia, etc                                   | Parrott, Taverner Consort, Choir and Players                                                  | 1988                    | Virgin Veritas 724356158221                        |
|             | JS Bach: Heart's Solace                                                | Parrott, Taverner Consort and Players                                                         | 1997                    | Sony 01-060155-10                                  |
|             | Monteverdi: Madrigali guerrieri et amorosi                             | Parrott, Taverner Consort and Players                                                         | 1991                    | EMI 7543332                                        |
|             | Vivaldi: Four Seasons / Gloria                                         | The English Concert - Trevor Pinnock                                                          | 2000, rec: 80s          | Deutsche Grammophon 2894692202                     |
|             | Vivaldi Concertos                                                      | The English Concert - Trevor Pinnock                                                          | 2001, rec: 80s          | Deutsche Grammophon 2894713172                     |
|             | It Fell on a Summers Day                                               | Ian Partridge                                                                                 | 1983                    | Hyperion - CDH 88011                               |
|             | Romantic Songs for Tenor and Guitar                                    | Ian Partridge                                                                                 |                         | Pavilion Records- SHECD 9608                       |
|             | Monteverdi & d'India: Mannerist Madrigals                              | Nigel Rogers, Chiaroscuro, London Baroque                                                     | 1981                    | EMI Virgin Classics 7243 5 61165 2 8               |
|             | Corelli Sonatas for Strings                                            | Purcell Quartet                                                                               |                         | Chandos 0694 (4)                                   |
|             | Johannes-Passion BWV 245                                               | Choir of New College, Oxford - Edward Higginbottom                                            | 2001                    | Naxos                                              |
|             | The Top Ten of Sweden's Great Power Period                             | Skaraborg Vocal Ensemble                                                                      | 1993                    | Proprius - PRCD 9083                               |
|             | Återspeglingar - Svenska Sånger                                        | Anna Emilsson                                                                                 | 2007                    | Todo Production - TOP01                            |